# Wejdene
Wejdene Chaib, mais conhecido como Wejdene (Saint-Denis, França 24 de abril de 2004) é um cantora e compositora de R&B.

## Discografia

### Álbuns de estúdio
| Año  | Detalhe do álbum                            | Posições em paradas músicais | Posições em paradas músicais | Posições em paradas músicais | Posições em paradas músicais | Certificações       |
| Año  | Detalhe do álbum                            | FRA                          | BEL (Fl)                     | BEL (Wa)                     | SUI                          | Certificações       |
| ---- | ------------------------------------------- | ---------------------------- | ---------------------------- | ---------------------------- | ---------------------------- | ------------------- |
| 2020 | 16 - Lançamento: 2020 - Gravadora: Caroline | 3                            | 68                           | 7                            | 34                           | FRA : 17.000 ventas |

### Singles
| Ano  | Titulo | Posições em paradas músicais | Posições em paradas músicais | Posições em paradas músicais | Posições em paradas músicais | Álbum | Certificações |
| Ano  | Titulo | FRA                          | BEL (Fl)                     | BEL (Wa)                     | SUI                          | Álbum | Certificações |
| ---- | ------ | ---------------------------- | ---------------------------- | ---------------------------- | ---------------------------- | ----- | ------------- |
| 2020 | Anissa | 3                            | -                            | 8                            | 73                           | 16    | FRA : Platino |
| 2020 | Coco   | 3                            | -                            | 28                           | 81                           | 16    | FRA : Oro     |
| 2020 | 16     | 7                            | -                            | -                            | -                            | 16    | -             |

### Outras canções nas paradas
| Ano  | Titulo                         | Posições em paradas músicais | Album |
| Ano  | Titulo                         | FRA                          | Album |
| ---- | ------------------------------ | ---------------------------- | ----- |
| 2019 | J'attends                      | -                            | -     |
| 2020 | J'peux dead                    | -                            | -     |
| 2020 | Trahison (Wejdene feat. Larsé) | -                            | -     |
| 2020 | Ciao                           | 33                           | 16    |
| 2020 | Miel                           | 39                           | 16    |
| 2020 | Nananeh                        | 40                           | 16    |
| 2020 | +33                            | 48                           | 16    |
| 2020 | Arrogante                      | 67                           | 16    |
| 2020 | Indifférent                    | 76                           | 16    |
| 2020 | Souvenir                       | 81                           | 16    |
| 2020 | Vie d'a                        | 90                           | 16    |